# مضايقة إلكترونية

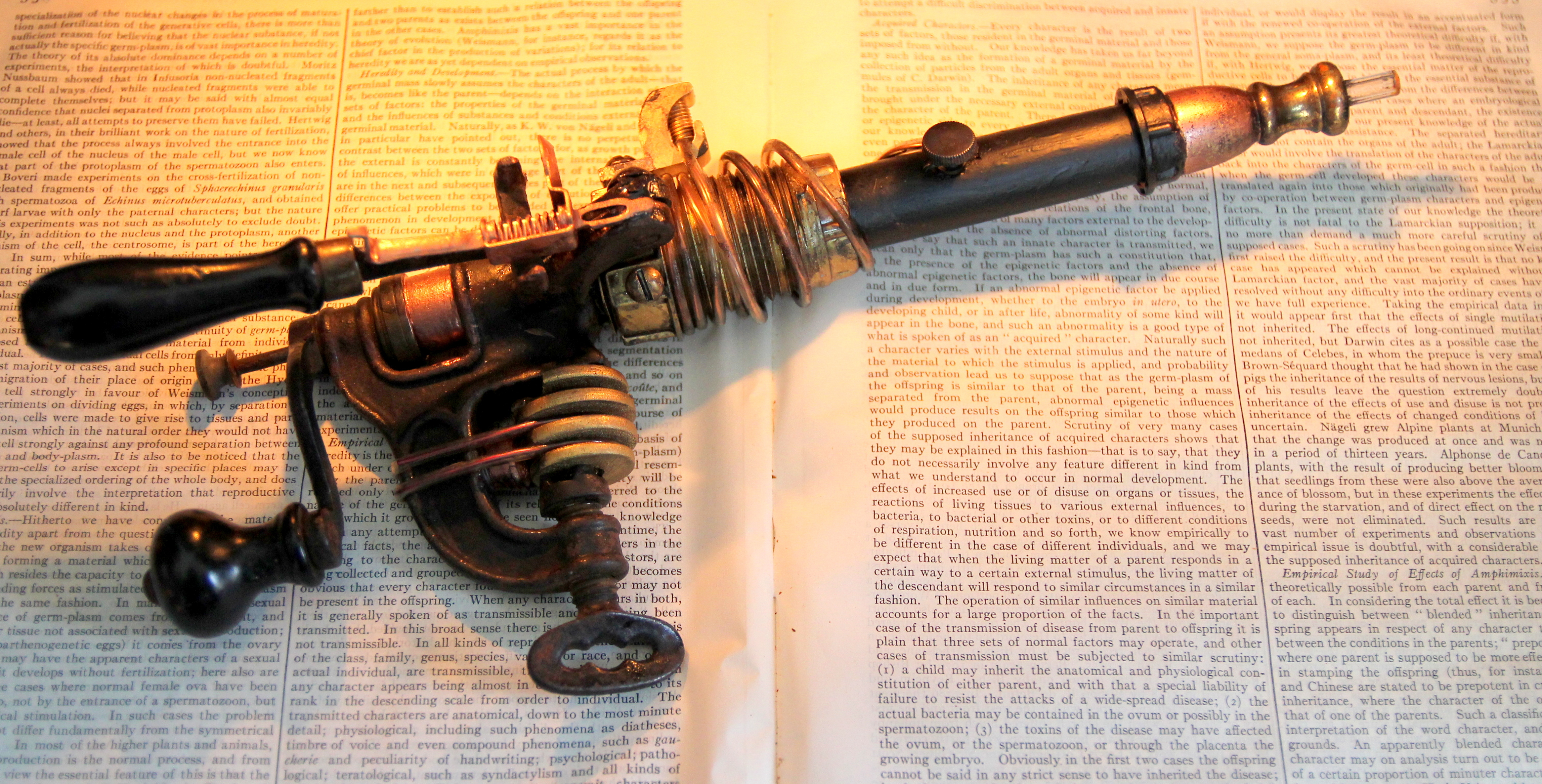

المضايقة الإلكترونية أو التعذيب الكهرومغناطيسي أو التعذيب بالطاقة الحية هي نظرية مؤامرة تقول إن عملاء الحكومة يستخدمون الإشعاع الكهرومغناطيسي  (مثل التأثير الصوتي لموجات الميكرو) والراديو وتقنيات المراقبة من أجل نقل أصوات وأفكار إلى رؤوس الأشخاص والتأثير على أجسام الأشخاص ومضايقتهم. يدعو الأشخاص الذين يدّعون تعرضهم لهذه النشاطات أنفسهم باسم «الأشخاص المستهدفين». يدعون أيضًا كونهم ضحايا للمضايقة الجماعية من قبل الحكومة، وانضم كثير منهم إلى مجموعات دعم وإرشاد خاصة.
قدر العديد من الأخصائيين الطبيين أن هذه التجارب هي هلوسات  أو نتيجة اضطرابات توهمية  أو ذهان ، وهي المصادر ذاتها التي تصدر عنها الأوهام الدينية وقصص الاختطاف من قبل الفضائيين والإيمان بتلقي زيارة من الأقارب الموتى. من الصعب إقناع الأشخاص الذين يتعرضون لهذه التجارب أن إيمانهم بوجود قوة خارجية مؤثرة عليهم هو مجرد وهم.

## التجارب والقصص
تختلف التجارب التي يمر بها الأشخاص الذين يصفون أنفسهم على أنهم يتعرضون للمضايقة الإلكترونية بالاعتماد على تكنلوجيا سرية، ويدعون أنفسهم باسم «الأفراد المستهدفين»، لكن هذه التجارب تتضمن في كثير من الأحيان سماع أصوات في رؤوسهم تناديهم بأسمائهم وهي كثيرًا ما تسخر منهم ومن الأشخاص المحيطين بهم، بالإضافة إلى الأحاسيس الجسدية مثل الشعور بالحرق. وصف هؤلاء الأشخاص تعرضهم للمراقبة الجسدية من قبل شخص أو مجموعة من الأشخاص.
يتصرف العديد من هؤلاء الأشخاص بشكل طبيعي عدا عن ذلك، حتى أن من بين المجموعة بعض الأشخاص الناجحين في حياتهم المهنية وبقية جوانب حياتهم، والذين يجدون هذه التجارب التي يعيشونها أمرًا مثيرًا للاستغراب ومزعجًا بل ومخجلًا في بعض الأحيان، لكنهم متأكدون من أنها حقيقية. يستخدمون الأخبار الجديدة والمجلات الحربية ووثائق الأمن القومي المسموح بنشرها لدعم ادعاءاتهم بأن الحكومة قد طورت تكنولوجيا قادرة على إرسال الأصوات إلى رؤوس الأشخاص والتحكم بمشاعرهم. قدرت صحيفة ذا نيويورك تايمز عدد الأشخاص الذين يعتبرون أنفسهم أفرادًا مستهدفين بنحو 10,000.
شاركت عالمة النفس لورين شيريدان في كتابة دراسة حول عملية المضايقة الجماعية نُشرت في المجلة الدورية لعلم النفسي والطب النفسي الإجراميين. تبعًا لشيريدان، «يجب أن يفكر الشخص في ظاهرة الأشخاص المستهدفين على أنها تصيب أشخاصًا يعانون من أعراض ارتيابية وجدوا بالصدفة فكرة المضايقة الجماعية كتفسير لما يحدث لهم». يقول خبراء الصحة النفسية إن الأفراد المستهدفين يمكن أن يعانوا من هلوسات وإن تفسيراتهم لخضوعهم للاستهداف أو المضايقة ناتجة عن اضطرابات توهمية أو ذهان. يذكر أستاذ الطب النفسي رالف هوفمان من جامعة ييل أن الشخاص كثيرًا ما ينسبون الأصوات في رؤوسهم إلى مصادر خارجية مثل المضايقة الحكومية أو الرب أو الأقارب الموتى، وقد يكون من الصعب إقناع هؤلاء الأشخاص بأن إيمانهم بالتأثير الخارجي هو وهم. يقارن خبراء آخرون هذه القصص مع تجارب الاختطاف من قبل الفضائيين.
وثّقت السجلات الصحفية أشخاصًا آمنوا على ما يبدو بأنهم كانوا ضحايا المضايقة الرقمية، وفي بعض الحالات أقنعوا المحاكم بالموافقة. في عام 2008، ذهب جيمس والبرت إلى المحكمة مدعيًا أن شريكه السابق في العمل قد هدده بـ «صدمات من الأشعة» بعد وقوع خلاف بين الطرفين، وأنه شعر لاحقًا بأعراض مثل الشعور بصدمة كهربائية وسماع أصوات غريبة في أذنيه. قررت المحكمة إصدار أمر بمنع استخدام «الوسائل الإلكترونية» لمضايقة والبرت مجددًا.

### جرائم جديرة بالذكر
اقترف العديد من الأشخاص الذين يدعون أنهم يخضعون للمضايقة الرقمية جرائم، من بين هذه الجرائم كان هناك حالات إطلاق نار جماعي.
في الثالث عشر من أغسطس عام 2013، اتخذ فؤاد عبدو أحمد ذو العشرين عامًا رجلًا وامرأتين رهائن في فرع سانت جوزيف لبنك تنساس ستيت، مقدمًا على قتل الامرأتين قبل أن يقتل نفسه. استنتج تحقيق الشرطة التالي للجريمة رسميًا أن أحمد عانى من مشاكل نفسية مثل سماع أصوات غريبة والفصام الزوراني. اتهم أحمد عائلة صديقته السابقة بزرع «جهاز ميكروفون» من نوع ما في رأسه.
في السادس عشر من سبتمبر عام 2013، أطلق آرون أليكسس النار على مجموعة من الأشخاص في ساحة واشنطن البحرية ليقتل اثني عشر شخصًا ويجرح ثلاثة آخرين باستخدام بندقية شوزن كتب عليها «سلاحي الجني»، قبل أن يقتله ضباط الشرطة. استنتج مكتب التحقيقات الفيدرالي (إف بي آي) أن أليكسس عانى من «معتقدات وهمية» بأنه كان «خاضعًا لتحكم أو تأثير موجات كهرومغناطيسية شديدة انخفاض التردد».
في العشرين من نوفمبر عام 2014، أطلق مايرون ماي النار على ثلاثة أشخاص مؤديًا إلى إصابتهم بجروح في الحرم الجامعي لجامعة ولاية فلوريدا قبل أن يقتله ضباط الشرطة المستجيبون للنداء. قبل هذا الحادث، كان ماي يعاني من القلق حول شعوره بأنه تحت مراقبة الحكومة كما أنه كان يسمع أصواتًا في رأسه.
كان غافين يوجين لونغ -الذي قتل ثلاثة ضباط شرطة وجرح ثلاثة آخرين في باتون روج في ولاية لويزيانا بتاريخ السابع عشر من يوليو عام 2016- مؤمنًا بعدد من الحركات ونظريات المؤامرة المعادية للحكومة، لكن الأمر الأجدر بالذكر هو كونه عضوًا في مجموعة مخصصة لمساعدة الأشخاص الذين يعانون من «إجراء التجارب على الدماغ عن بعد، المراقبة العصبية عن بعد لكامل جسم الإنسان».

## نظريات المؤامرة
يؤمن المروجون لنظريات المؤامرة المعتمدة على التحكم بالعقول أنهم وجدوا إشارات إلى أسلحة سرية مثل «مشروع باندورا»، وهو مشروع لوكالة مشاريع البحوث المتطورة الدفاعية (داربا) حول التأثيرات البيولوجية والسلوكية لإشعاع أمواج الميكرو صُرح عنه بعد حادثة إشارة موسكو، حين قُصفت سفارة الولايات المتحدة في موسكو بموجات ميكرو من قبل السوفييت بدءًا من عام 1953. اكتُشف أن نية السوفييت كانت التنصت والتعطيل الإلكتروني وليس التحكم بالعقول. درس مشروع باندورا تأثيرات التعرض للإشعاع المهني، واستنتجت لجنة المراجعة العلمية للمشروع أن إشعاع أمواج الميكرو غير قابل للاستخدام في التحكم بالعقول. يشير أنصار نظريات المؤامرة بشكل متكرر أيضًا إلى براءة الاختراع العائدة لمختبر البحث الخاص بالقوى الجوية الأمريكية، والخاصة باستخدام أمواج الميكرو في إرسال الكلمات المحكية إلى رأس أحد الأشخاص. على الرغم من عدم وجود دليل على وجود تقنية التحكم بالعقول باستخدام أمواج الميكرو، تستمر شائعات استمرار الأبحاث السرية بتغذية مخاوف الأشخاص الذين يعتقدون أنهم مستهدفون من قبل الحكومة.
في عام 1987، ذكر تقرير الأكاديمية الوطنية الأمريكية للعلوم الصادر عن معهد أبحاث الجيش مجال الطاقة الحية كأحد «الأمثلة الطريفة» على الادعاءات بوجود حرب الوساطة النفسية التي ظهرت بداية في القصص الشعبية وأخبار الصخف والكتب خلال ثمانينيات القرن العشرين. ذكر التقرير الأسلحة النفسية المزعومة مثل «المدفع النووي الخارق» وإيمان البعض بأن الأسلحة النفسية الروسية كانت مسؤولة عن داء الفيلقيات وإغراق حاملة الطائرات الأمريكية يو إس إس ثريشر من بين ادعاءات «تتراوح بين غير القابلة للتصديق إلى غير القابلة للتصديق على الإطلاق». لاحظت اللجنة أنه وعلى الرغم من وجود تقارير وقصص بالإضافة إلى استخدامات ممكنة لهذه الأسلحة من قبل صناع القرار العسكري، «لا يوجد أي مصدر قريب إلى الأدب العلمي يدعم الافتراضات القائلة بوجود أسلحة نفسية».
يُقال إن الأسلحة النفسية (أسلحة الطاقة الحيوية) كانت محط دراسة الاتحاد الروسي خلال تسعينيات القرن العشرين، حتى أن الضابط والمحلل العسكري الأمريكي تيموثي إل. توماس ذكر عام 1998 وجود إيمان واسع في روسيا بإمكانية صناعة أسلحة قادرة على مهاجمة عقل الحندي، على الرغم من عدم الوصول إلى أداة قابلة للعمل.

## مجتمعات الدعم والمناصرة
هناك شبكات دعم واسعة على الإنترنت والعديد من مواقع الويب التي يديرها أشخاص يخشون السيطرة على العقل. حدد الطبيب النفسي آلان دراكر في بالم سبرينغس أدلة على الاضطرابات وهامية في العديد من هذه المواقع، ويتفق علماء النفس على أن مثل هذه المواقع تعزز بشكل سلبي المشاكل العقلية، بينما يقول البعض أن مشاركة وقبول الوهم الشائع يمكن أن يعمل كشكل من أشكال العلاج المعرفي الجماعي.
وفقًا لعالم النفس شيريدان، فإن كمية المحتوى عبر الإنترنت حول المضايقات الإلكترونية التي تشير إلى أنها حقيقة دون أي نقاش حول هذا الموضوع، تخلق منصة إيديولوجية ضارة لمثل هذا السلوك.
وكجزء من دراسة بريطانية أجراها فوغان بيل في عام 2006، حدد الأطباء النفسيون المستقلون «علامات الذهان الموجودة بقوة» بناءً على تقييم عينة من حسابات التحكم في العقل على الإنترنت التي كانت ملصقاتها «على الأغلب انفصامية». حدد علماء النفس العديد من الأمثلة لأشخاص أبلغوا عن «تجارب التحكم بالعقل» على صفحات الويب المنشورة ذاتيًا والتي «من المحتمل جدًا أن تتأثر بالمعتقدات الوهمية». تشمل الموضوعات الشائعة «الأشرار» الذين يستخدمون «السايكوترونية» و«الموجات الميكروية»، والإشارة المتكررة إلى مشروع إم كي ألترا التابع لوكالة المخابرات المركزية والاستشهاد المتكرر بورقة علمية بعنوان «استجابة النظام السمعي البشري للطاقة الكهرومغناطيسية المعدلة».
نظم بعض الأشخاص الذين يصفون أنفسهم بأنهم يتعرضون للمضايقات الإلكترونية حملة لوقف استخدام الأسلحة النفسية المزعومة وغيرها من أسلحة التحكم في العقل. تلقت هذه الحملات بعض الدعم من الشخصيات العامة، بما في ذلك عضو الكونغرس الأمريكي السابق دينيس كوسينيتش، الذي أدرج بندًا يحظر «الأسلحة السايكوترونية» في مشروع قانون عام 2001 وجرى إسقاطه لاحقًا، وممثل ولاية ميسوري السابق جيم غيست.